# Fábrica de Bernardo Vidal

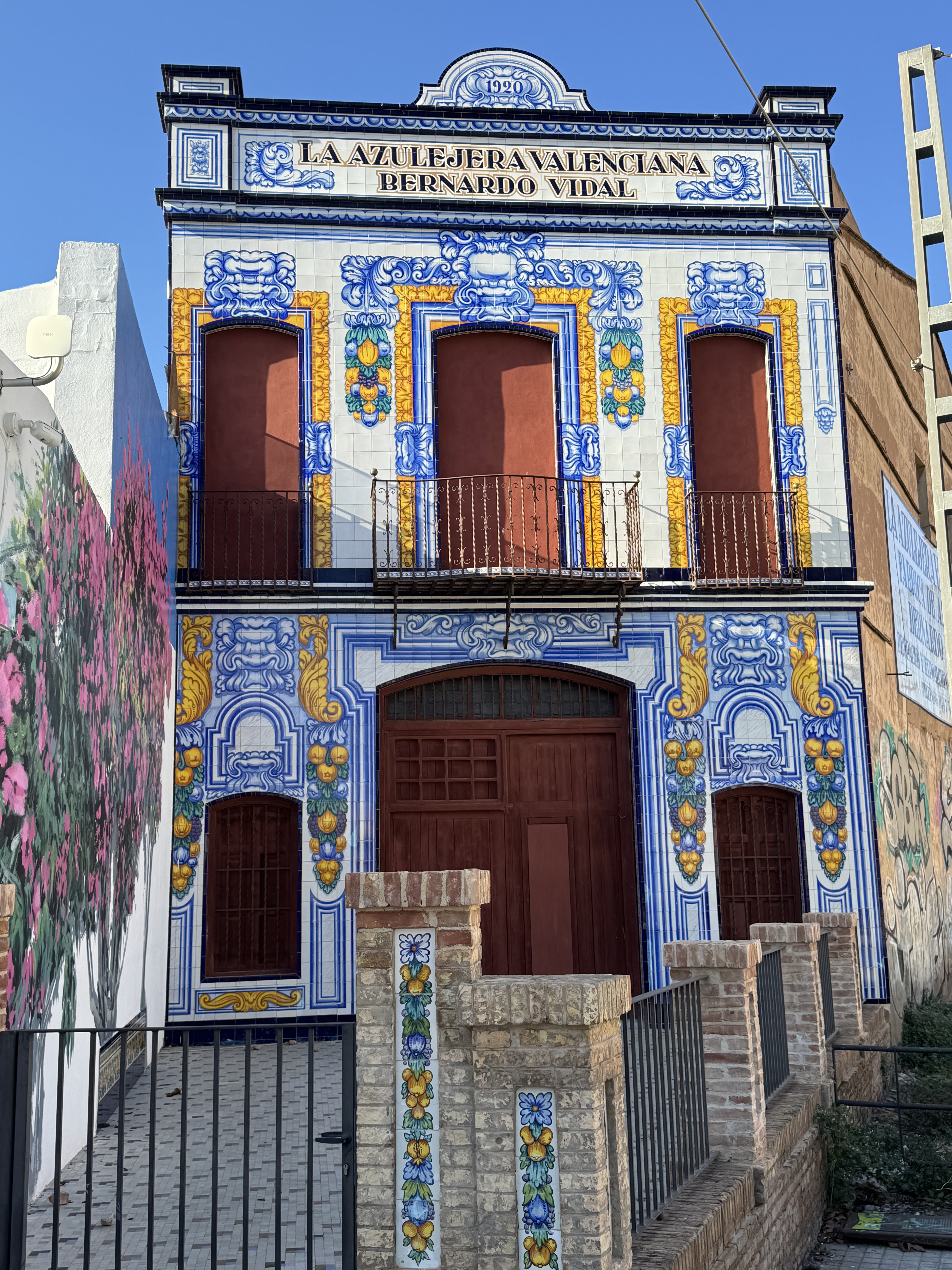
Vista frontal de la Azulejera BernardoVidal, Meliana.

La fábrica de Bernardo Vidal, también conocida como La Azulejería Valenciana, es un edificio ubicado en la calle Julio Benlloch, muy cerca de la estación de tren en la localidad valenciana de Meliana. Declarado Bien de Relevancia Local, con identificador número 46.166-9999-000003, el 18 de junio de 1998. Forma parte del inventario de Bienes Inmuebles de Etnología de la Conselleria de Cultura, en el apartado de Patrimonio Ritual y de Retablos Cerámicos.

## Origen e historia
Remontándose a finales del siglo XIX y principios del XX, la implantación industrial de ladrillos cerámicos caracterizó estos años y el nombre de fábricas de Onda, Castellón y Alcora superaba al núcleo productivo de la provincia de Valencia donde Manises era su centro. Es precisamente en Onda donde comienza la fabricación masiva de estos materiales sumando un total de 13 fábricas a finales del año 1913.
Con la llegada de la crisis de la Primera Guerra Mundial y su posterior recuperación de la industria local de Onda, esta población aumentó exponencialmente su producción de piezas y la creación de más fábricas en sus alrededores. La crisis de 1929 afectó negativamente a las empresas de ladrillos de cerámica; muchas fábricas cerraron y las que sobrevivieron lo hicieron gracias a los avances técnicos en multiplicar su capacidad productiva. La finalización de la Guerra Civil en España y la Segunda Guerra Mundial significaron un nuevo aumento industrial para llegar en la década de los años 50 a cerrar una etapa de bloqueo internacional y abrir el comercio al exterior.
Bernardo Vidal Medina (1871–1948) fue el fundador de esta fábrica cuya construcción acabó en 1920. La azulejera surgió al amparo de la industria del mosaico de Nolla, durante los años de esplendor ambas industrias se complementaron y trabajaron en diferentes proyectos en común. De los hornos de este taller salieron piezas que decoraron elementos tan importantes como los zócalos de la Estación del Pont de Fusta (Valencia), el Patronato de Enfermos Santa Engracia (Madrid) o los jardines de la Villa de Blasco Ibáñez en el jardín Fontana Rosa (Menton, Francia).
A principio de los años 50 se diversifica la producción, se contrata a operarios de Manises y a los productos de revestimiento se suma la fabricación de ceniceros, vajillas y figuras. El edificio dispondrá de espacio suficiente para su producción, oficinas de diseño y pintura y de hornos para cocción y agua abundante de un pozo en los alrededores del mismo. Un negocio que requería de mano de obra especializada para transformar el material, pintarlo artísticamente según el diseño que se trabajaba y cocerlo en los hornos.
Sus trabajadores provenían tanto de Meliana como de los pueblos de alrededor gracias a lo buenos accesos que permitieron una excelente comunicación. Sus productos se beneficiaron de una publicidad muy activa, ya que tanto antes como ahora miles de pasajeros pasan por sus fachadas diariamente. También se realizaba una importante  promoción del producto a través de ferias, exposiciones nacionales e internacionales, catálogos y publicidad en periódicos y revistas. La Azulejera de Meliana tenía proximidad con el Camino Real desde donde entraba la materia prima y salían sus productos manufacturados para dirigirse al mercado local.
A finales de los años 50 comenzó el declive de la Azulejera a causa de problemas económicos y por las protestas de los trabajadores por las condiciones de trabajo que habían producido muertes por silicosis. Desde entonces quedó en estado de abandono hasta que, en enero de 2023, el ayuntamiento de Meliana aprobó una partida de 42.000€ para los trabajos de rehabilitación de la fachada. La intervención fue realizada por las restauradoras Anna Boix e Inés Ayala, quienes ya contaban con la experiencia de haber participado en las obras de rehabilitación del Palauet Nolla en el mismo municipio.

## Descripción
La fachada es una obra atribuida al pintor Rafael Cardells, artista de la propia Azulejería Valenciana Bernardo Vidal. La técnica utilizada es la pintura cerámica polícroma. Está revestida por completo con azulejos producidos en la propia fábrica representando motivos de la agricultura regional. La parte superior presenta la siguiente inscripción haciendo referencia al nombre de la industria y a su propietario: “1920”, “LA AZULEJERA VALENCIANA / BERNARDO VIDAL”. Está formada por azulejos de unos 20 cm de lado, contando con una altura de 54 por una anchura de 40 azulejos.
La composición de la fachada corresponde a la de una vivienda de dos alturas, simétrica con tres ejes de huecos resaltando el central con puerta y balcón. Los vanos están enmarcados con molduras de donde penden guirnaldas de decoración vegetal con alusiones a la rica agricultura regional, destacando entre ellas las naranjas, el fruto valenciano por excelencia. Quizás los dos únicos elementos que hagan referencia al antiguo uso del edificio sean las proporciones poco usuales del portalón y el rótulo del antepecho de cubierta, también de azulejo como el resto de la fachada, indicando obviamente el nombre de la industria y su propietario. 
El plano de la fachada está girado respecto al muro lateral, probablemente obligado por el trazado de las vías del tren. De este modo, se acentúa la sensación de decorado adosado que posee una doble misión: ennoblecer el acceso principal a la fábrica y, a la vez, servir de reclamo publicitario sobre los azulejos fabricados en esta industria.